# 엔토이
엔토이(Entoi)는 2003년부터 2004년까지 존재했던 NHN의 서비스였다. 검색 포털인 네이버, 게임 포털 한게임과 함께 NHN의 3대 주요 서비스로, 유저들이 자신만의 다양한 콘텐츠를 블로그에 올려 팬들을 모아 온라인 스타로 등극할 수 있으며, 그 과정에서 일종의 가상화폐인 ‘우유’를 주고받을 수 있는 ‘스타-팬 시스템’ 기반의 엔터테인먼트 블로그 서비스였다. 슬로건은 ‘나를 스타라 부르는 세상’이었다.
엔토이는 1년여간의 기획 제작을 통해 2003년 8월 베타서비스를 거쳐, 2003년 9월에 유료 서비스를 개시하였다. NHN의 유망 사업 중 하나로 시작되었으며 처음부터 네티즌들의 폭발적인 관심을 받았다. 그러나 서비스의 핵심이었던 스타-팬 시스템 순환 구조가 여러 문제점으로 원활하게 돌아가지 못하자 인기가 급격히 추락했다. 이에 NHN은 전면 무료화와 네이버 포털창 바로가기 추가 등의 조치를 취했으나, 이후로도 별다른 성장세를 보이지 못하면서 2004년 말 한게임의 내부 서비스로 통합한 뒤 폐쇄하여 역사 속으로 사라졌다.

## 특징

### 스타-팬 시스템과 우유
엔토이에 처음 가입한 유저가 블로그를 개설하고 자신의 인물 사진을 올리면 예비 스타 자격이 주어지며, 이를 방문하는 네티즌을 ‘팬’으로 간주한다. 팬이 100명을 넘을 경우 스타로 등극한다. 스타의 블로그에 방문한 엔토이의 팬들은 콘텐츠를 즐기고 가상화폐인 ‘우유’를 스타에게 준다. 스타는 이런 식으로 모은 우유를 통해 엔토이에서 제공하는 여러 서비스와 혜택을 누릴 수 있었다. 결과적으로 유저들이 우유를 노리고 스타가 되도록 장려하면서, ‘스타-팬 시스템’의 순환구조를 이끌어내는 핵심 장치로 삼았다.
이러한 스타-팬 시스템에 대해 NHN은 당시에 주를 이루던 아바타, 서비스 유료화 등 ‘B2C’ 모델이 아닌 유저간에 콘텐츠 생산과 유통이 자발적으로 이뤄지는 ‘C2C’ 모델을 선보인 것이며, 기존 B2C 방식에 따른 유료화 모델과는 차별화된 C2C 방식의 신개념 유료화 모델이라고 홍보했다.
한편, 가상화폐 우유의 단위는 cc였다. 첫 회원으로 가입하면 50,000cc의 우유를 기본으로 제공하고, 하루 1회 로그인할 때마다 100cc를 지급했다. 장터에서 아이템을 구입하면 구입가의 50%를 우유로 반환해주기도 했다. 우유는 이용자가 일방적으로 받아 모으는 일반적인 마일리지와는 달리, 엔토이 내의 특정 서비스를 이용하면서 자신의 우유를 내야 하는 방식이었다. 특히 스타 블로그에 팬이 방문할 때마다 우유를 내는 것은 물론, 남의 블로그 게시물을 자신의 블로그로 복사해갈 때도 우유를 내야 했다. 우유를 통해 경매를 하는 ‘우유경매’라는 서비스도 있었는데, 특정 물품을 대상으로 기한 내에 우유 마일리지를 가장 많이 부른 사용자를 채택하는 전형적인 경매입찰 서비스였다. 폴라로이드 카메라나 PC 화상 카메라 같은 중저가의 제품들이 올라오는 것이 보통이었지만, 2003년 12월에는 3000만원 가격에 달하는 폭스바겐 뉴 비틀이 12월 3일 오후 10시를 기한으로 우유경매에 올라오기도 했다. 이때 당시 10대들을 주고객으로 삼는 사이트에서 자동차를 경매 상품으로 내건 것은 부적절하다는 비판도 있었다.

### 기능
엔토이는 게시글 올리기와 댓글만이 주를 이루고 있었던 기존의 블로그와는 달리 여러 멀티미디어 공간과 기능을 더한 것도 큰 특징이었으며, 그 종류는 다음과 같았다.
- 토이토이 - 엔토이에서 제공하는 메신저 공간으로, 스타와 팬을 연결시켜주는 기능을 했다. 스타의 콘텐츠 업데이트 등의 활동 정보가 실시간으로 팬들에게 전달되어 관련 서비스로 빠르게 이동할 수 있도록 했다. 또 메신저 내에 별도의 ‘미니블로그’ 공간과, 고유 주파수로 구분되는 엔토이 내 음악 방송을 마치 라디오처럼 들을 수 있는 기능 등이 포함되어 있었는데 후자를 '토이방송'이라 불렀다.[3]
- 토이채널 - 노래방과 채팅을 결합한 노래채팅, 화상 채팅, 팬미팅이 이뤄지는 공간.[3]
- 스테이지 - 블로그에서 제작한 컨텐츠를 홍보하고 유통할 수 있는 공간.[3]
- 토이 - 귀여운 움직임을 통해 감정 표현이 가능하도록 한 엔토이의 아바타 종족은 5계선 빠직이다.[3]
- 토이마을 - 블로그와 각 서비스를 연결하는 공간.[3]
- 토이샵 - 블로그의 방을 꾸미는 아이템을 구매하는 곳.[3]

이외에도 웹폴더와 뮤비만들기 등의 유료서비스가 있었다. 유료서비스 중에서 뮤비 만들기의 경우, 사용자가 사진 파일을 블로그에 옮긴 뒤 음악을 선택하면 자동으로 뮤직비디오가 제작되는 방식으로, 처음 10편까지 무료로 제공되고 그 이후에는 500원의 이용료가 부과되었다.

### 노래

〈스타송〉의 일부.

서비스를 종료한 현 시점에서는 엔토이에서 제공했던 노래인 '엔토이쏭'이 널리 알려져 있다. 이는 2003년 당시 유행하던 ‘엽기송’ 열풍에 따른 것으로 동요풍의 플래시 애니메이션 뮤직비디오 영상들이었다. 당시 이들 노래는 휴대전화 벨소리와 통화연결음으로까지 사용되는 등 큰 인기몰이를 했다.
- 숫자송 - 가장 유명한 곡으로, 숫자를 각운으로 띄어 일부터 십까지 십행시로 사랑을 고백하는 가사를 지었다.[11] 엔토이 서비스 개시와 함께 공개된 이 곡은 ‘당근송’을 작곡 작사한 조재윤, 김희빈[주 2]을 스카우트해 제작했고,[9][11] 첫 공개 때부터 큰 호응을 얻었다.[9]
- 감기송 - 감기를 주제로 한 곡으로 숫자송의 후속으로 나왔다.[9]
- 스타송 - 엔토이의 ‘스타’를 주제로 한 곡으로 숫자송의 후속으로 나왔다.[9]
- 캐롤송 - 크리스마스 캐롤을 컨셉으로 한 곡.
- 원츄송 - 영어의 ‘I want you’에서 따와 후렴구로 만든 곡.
- 가나다 트로트 - 숫자송과 마찬가지로 한글의 ‘가’에서 ‘하’까지 각운을 띄운 고백송. ‘한 박자 쉬고’로 시작되는 부분은 초창기 《무한도전》의 코너인 〈거꾸로 말해요 아하〉에서 시작전 인트로 송으로 그대로 사용되기도 했다.[13]

## 역사

### 서비스 개시
엔토이는 2002년 6월경부터 15개월간 기획제작에 들어갔다. 초창기 엔토이 부서의 담당직원은 5명에 불과했으나, 서비스를 시작할 즈음인 2003년경에는 50명으로 확대되었고, 이후 100명으로까지 늘리면서 NHN은 엔토이에 대해 적극적인 투자에 나섰다. 2003년 8월부터는 베타서비스에 들어가 총 블로그수 3만여개를 확보했다.
NHN은 2003년 9월 2일, 엔토이를 정식 출범시켰다. 발표 당시 NHN은 회사의 주요 사업 중 하나로 자리매김을 하겠다고 발표했다. 엔토이 정식서비스 개시와 함께 가입시 제공하던 우유량을 5000cc를 5만cc로 확대하고, 9월 18일엔 유료아이템 구매시 우유를 판매가격의 50%로 할인하는 행사를 벌였다.
정식 서비스가 개시되자 매일 2000명씩 신규 유저가 가입할 정도로 관심이 뜨거웠다. 9월 9일에는 유저 유치를 위한 오프라인 얼짱 이벤트를 시작했다. 이때의 신규 유저수는 하루에 만 명에 달해 사상 최고치를 찍었다. 9월 평균 일일 방문자수는 약 6만 명으로, 블로그 서비스 중에서는 싸이월드에 이어 2위를 차지했다. 9월 말에는 《스타크래프트》 리그 프로게이머들이 엔토이 블로그를 개설해 인기 경쟁을 벌이는 이벤트를 11월까지 진행하기도 했는데, 당시 현역이던 임요환, 홍진호, 박경락, 서지훈 선수 등이 참여했다.

### 부진과 통합 폐쇄
그러나 스타-팬 시스템이 당초의 기대를 벗어나 자발적으로 이뤄지지 못하면서, 서비스의 핵심 기반으로 삼았던 C2C 모델이 흔들리기 시작했다. 이에 대해 유료서비스 이용이 적은 10대를 주 타깃으로 잡았고, 무엇보다 자기 고유의 콘텐츠 생산력이 없는 대다수의 유저에게는 '스타'로 오르는 것은 꿈에 불과할 수밖에 없다는 지적이 나왔다. 얼짱, 인터넷 소설가, 만화가 등 소수의 유저만이 스타에 등극할 만한 콘텐츠 생산력을 가지고 있고, 대다수의 유저는 그저 소비하는데 그치는 바람에 유저간 스타-팬 시스템에 따른 자발적인 순환구조가 이뤄지기 어렵다는 것이었다. 유입 규모도 급격히 감소하였는데, 인터넷 조사기관 메트릭스에 따르면 엔토이 출범 첫 주인 9월 첫째주에는 순방문자수가 114만명을 기록했지만, 오픈 한달 사이에 32만명까지 떨어졌다.
결국 NHN은 2003년 10월 말 정책을 전면 무료화하는 대책을 내놓았다. 10월 12일 ‘무한 무료 대변신’을 선언해 10월 15일부터 블로그 용량을 무제한으로 제공하고, 기존에 유료서비스로 운영됐던 웹폴더와 뮤비만들기를 무료로 서비스하며, 블로그 바탕화면에 들어가는 아이템도 무료로 제공하는 이벤트를 실시한다고 밝혔다. 10월 27일에는 우유 정책을 대폭 변경해, 매일 첫회 로그인시 우유 100cc를 보너스로 제공하고, 스타의 블로그를 방문할 때 팬이 내던 우유를 엔토이측이 대신 지급하기로 하여, 스타-팬 관계의 활성화를 꾀했다. 2003년 12월 9일 네이버 포털 UI 개편 시에는 포털 메인에 엔토이 바로가기를 추가하기도 했다.
전면 무료화 후인 2003년 10월 마지막주에는 순방문자수가 126만명을 넘어서며 회복세에 들어갔다.  비슷한 시기 엔토이의 총 예비 스타나 스타의 수는 11만명을 넘어선 것으로 집계됐다. 2003년 12월 첫째주 순방문자수는 119만명으로 유지됐다. 그러나 페이지뷰는 12월 첫째주 1482만 뷰로 오픈 첫주에 비해 절반을 조금 넘는 수준에 그쳤다.
2004년이 되고 나서도 별다른 성장세를 보이지 못하자, NHN은 2004년 8월부터 엔토이를 한게임과 통합하는 작업에 들어갔다. 이 과정에서 한게임의 플래시게임을 엔토이의 미니홈피로 저장할 수 있는 기능이 2004년 10월에 새로 추가되기도 했다. 2004년 12월 2일 NHN은 엔토이의 폐쇄를 공식 발표하고, 12월 9일 통합작업이 마무리되는 대로 완전 폐쇄되어 역사 속으로 사라졌다. 폐쇄 시점에서 엔토이의 최종 회원 가입자수는 80만 명이었다. 엔토이의 서비스는 한게임의 내부 서비스로 그대로 흡수되었고, 한게임의 커뮤니티 기능을 보강하는 데 활용되었다. 엔토이의 서비스 중 하나였던 토이홈피와 엔토이방송 역시 한게임 홈피와 한게임 방송으로 이름을 바꾼 채 계속 서비스되었다. 폐쇄 후에는 엔토이 회원을 대상으로 한게임 회원으로 전환해주는 작업을 2005년 1월까지 신청받았다.

## 같이 보기
- 네이버 페이퍼 - 2003년 출범한 NHN의 또다른 블로그 서비스로, 현 네이버 블로그에 해당한다.